# Elmerrillia
Elmerrillia is de naam van een geslacht van planten uit de Magnoliafamilie. Sinds stamboomonderzoek met behulp van DNA-sequencing de verwantschappen binnen de familie Magnoliaceae heeft duidelijk gemaakt, is de status van Elmerrillia als geslacht onzeker geworden.

Sommige, vooral westerse, auteurs plaatsen de soorten uit de subfamilie Magnolioideae nu allemaal in één groot geslacht Magnolia, waarbij Elmerrillia tot een subsectie van subgenus Yulania sectio Michelia is gereduceerd.
Andere, vooral Chinese, auteurs delen de subfamilie in een groot aantal kleine geslachten in, waarvan Elmerrillia er één is, met ongeveer 5 soorten.
Elmerrillia's onderscheiden zich van de andere taxa van de Magnolioideae door de combinatie van de schijnbaar okselstandige bloemen, zoals in Michelia, en een zittend gynoecium (Michelia heeft een gesteeld gynoecium). Het aantal zaden per bes is twee tot zes. Voor de taxonomische indeling, zie verder Magnolia.
De soorten uit dit geslacht (of deze subsectie) komen voor in de tropen van Malesië, van Borneo en de Filipijnen tot aan Nieuw-Guinea. Geen enkele soort is in Nederland en België winterhard.

## Historie van het geslacht
Het geslacht heeft van Dandy in 1927 de naam Elmerrillia gekregen. Elmerrillia is een samentrekking van de naam Elmer Drew Merrill, een Amerikaans botanicus die veel aan de flora van het Malesisch gebied heeft gewerkt, niet in de laatste plaats aan Magnoliaceae.
De eerste vermelding van de naam Elmerillia is in Dandy's artikel The Genera of Magnolieae in Bulletin of Miscellaneous Information, Kew 1927(7): 259, 261. Dandy geeft hier aan dat tot dan toe onduidelijk was welke kenmerken gebruikt moesten worden om de soorten uit Elmerrillia in een geslacht in te delen en dat enkele soorten zowel in Talauma als in Michelia waren ingedeeld door afzonderlijke auteurs.

## Soorten
- Elmerrillia ovalis (Miq.) Dandy 1927 (= Magnolia ovalis (Miq.) Figlar 2000, Talauma ovalis Miq. 1868)
- Elmerrillia papuana (Schltr.) Dandy 1927, Talauma papuana Schltr. zie: Elmerrillia tsiampacca (L.) Dandy
- Elmerrillia platyphylla (Merr.) Noot. 1985 (= Magnolia platyphylla (Merr.) Figlar & Noot. 2004, Michelia platyphylla Merr. 1918)
- Elmerrillia pubescens (Merr.) Dandy 1927 (= Magnolia pubescens (Merr.) Figlar & Noot. 2004, Talauma pubescens Merr. 1868)
- Elmerrillia tsiampacca (L.) Dandy 1974 (= Magnolia tsiampacca (L.) Figlar & Noot. 2004, Michelia tsiampacca L. 1767)
  - Elmerrillia tsiampacca var. glaberrima (Dandy) Noot. 1985 (= Magnolia tsiampacca var. glaberrima Figlar & Noot. 2004, Elmerrillia papuana (Schltr.) Dandy var. glaberrima Dandy 1928)
  - Elmerrillia tsiampacca subsp. mollis (Dandy) Noot. 1985 (= Magnolia tsiampacca subsp. mollis Figlar & Noot. 2004, Elmerrillia mollis Dandy 1928)